# Javier Mínguez Rubio
Javier Mínguez Rubio, más conocido como Javi Mínguez, (Meco, Madrid, 17 de julio de 1996) es un jugador de fútbol sala español que juega como ala en el Inter Movistar de la Primera División de fútbol sala y en la Selección de fútbol sala de España.

## Carrera
Javi Mínguez comenzó su carrera en las categorías inferiores del Villa de Meco hasta 2008 y en la UD Las Rozas Boadilla, desde 2008 a 2015.
En la temporada 2015-16 se marchó a tierras navarras para jugar en el Ribera Navarra Fútbol Sala, donde jugaría durante seis temporadas en la Primera División de fútbol sala.
En la temporada 2020-21, lograría anotar 17 goles y se convertía en el máximo goleador del conjunto navarro. 
El 24 de junio de 2021, firma por el Jimbee Cartagena de la Primera División de fútbol sala.
El 1 de marzo de 2023, hace su debut con la Selección de fútbol sala de España.
El 23 de junio de 2024, logra el título de la Primera División de fútbol sala con el Jimbee Cartagena al vencer en la final a ElPozo Murcia por tres victorias a uno en el cuarto partido de la final.
En la temporada 2024-25, firma por Inter Movistar de la LNFS, junto a sus compañeros Bebe y Lucão.

## Clubes
- Ribera Navarra Fútbol Sala (2015-2021)
- Jimbee Cartagena (2021-2024)
- Inter Movistar (2024-actualidad)

## Palmarés

### Colectivos
- 1 x Supercopa de España (2023)
- 1 x Primera División de fútbol sala (2024)